# Карло Бухальфа
Карло Бухальфа (нім. Carlo Boukhalfa, нар. 3 травня 1999, Фрайбург, Німеччина) — німецький футболіст, півзахисник клубу «Санкт-Паулі».

## Ігрова кар'єра
Карло Бухальфа народився у місті Фрайбург і займатися футболом починав у своєму рідному місті. У 2012 році він приєднався до молодіжної команди клубу «Фрайбург».  У 2018 році у складі команди (U-19) Карло виграв Кубок Німеччини і влітку був переведений до другої команди, яка виступає у Регіональній лізі.
Футболіст провів у команді три сезони, кілька разів був в заявці першої команди але в основі так і не зіграв жодного матчу. Сезон 2021/22 Бухальфа провів в оренді у клубі Другої Бундесліги «Ян Регенсбург».
Після повернення з оренди, футболіст не залишився у стані «Фрайбурга»,а перейшов до клубу Другої Бундесліги «Санкт-Паулі».